# Quique Setién
Enrique Setién Solar (Santander, Cantabria, 27 de septiembre de 1958), más conocido como Quique Setién, es un exfutbolista y entrenador español. Jugaba como centrocampista. Actualmente dirige al Beijing Guoan de la Superliga de China.
Es el segundo jugador con más partidos  oficiales disputados en la historia del  Racing de Santander.

## Trayectoria como jugador
Su trayectoria como futbolista  se inició en la playa participando en los campeonatos infantiles de El Sardinero con el equipo del Casablanca. A los 14 años, pasó al Perinés, un club con mucho arraigo en la ciudad de Santander y luego en 1977 entró en el Racing. Debutó con el Racing de Santander en Primera División ese mismo año, con 19 años, contra el Real Betis en el estadio del Sardinero. Permaneció ocho temporadas en su primera etapa en el club cántabro, en el que padeció una grave lesión que le mantuvo apartado de la competición toda la temporada 1982/83. Allí se demostró como uno de los mejores jugadores de la historia del club santanderino. En 1985, fichó por el Atlético de Madrid, en el que jugó 73 partidos y marcó 7 goles, con el que fue campeón de la Supercopa de España y donde también destacó y llegó a alcanzar la selección nacional. Después de permanecer tres años en el Atlético pasó al CD Logroñés (4 temporadas, 114 partidos y 20 goles, su mejor registro como goleador) y de nuevo el Racing, donde acabó su carrera, de forma un tanto agria tras ser despedido del club en enero de 1996, junto a su entrenador Vicente Miera. En total jugó 15 temporadas en Primera División.
Ese mismo año 1996, después de unos meses inactivos, fichó por el Levante (4 partidos) como refuerzo de lujo para jugar la liguilla de ascenso a Segunda División, objetivo que se cumplió.

## Trayectoria como entrenador

### Racing de Santander
Fichó por el Racing de Santander, de Segunda División, a principios de la temporada 2001-02, en la calidad de director general deportivo. Tras la destitución de Gustavo Benítez en la séptima jornada, asumió también el cargo de entrenador junto a Nando Yosu y llevó al conjunto cántabro al ascenso a Primera División. Continuó en los despachos del club racinguista un año más.

### Polideportivo Ejido
En el curso 2003-04, Setién entrenó al Polideportivo Ejido en las doce primeras jornadas, cuando fue despedido tras conseguir 2 victorias en 15 partidos.

### Selección de Guinea Ecuatorial
Posteriormente, aceptó el cargo de seleccionador de Guinea Ecuatorial. Sin embargo, solo dirigió un partido al frente de la selección del país

### C. D. Logroñés
En la temporada 2007-2008, dirigió al Club Deportivo Logroñés de la Segunda División B española durante unos meses, hasta que fue destituido en enero de 2008, tras ganar 2 de los 11 últimos partidos.

### C. D. Lugo
En junio de 2009, fichó por el Club Deportivo Lugo, en Segunda División B. En la temporada temporada 2011-2012, ascendió con el Lugo a la Segunda División de España y fue renovado para dirigir al equipo gallego en la categoría de plata.
En la temporada 2012-13, el Lugo logró la salvación con comodidad, sin estar ninguna jornada en puestos de descenso, y renovó nuevamente a Setién. Las cosas se complicaron en la temporada 2013-14, donde no se pudo conseguir la permanencia hasta la última jornada, pero Setién anunció que iba a continuar. El 7 de junio de 2015 dirigió su último partido como entrenador del Lugo, dejando al equipo gallego consolidado en Segunda tras 6 temporadas y después de anunciar su marcha debido a los cambios en el Consejo de Administración de la entidad.

### U. D. Las Palmas
El 19 de octubre de 2015, se incorporó a la U. D. Las Palmas, en sustitución de Paco Herrera, destituido tras la derrota por 4-0 ante el Getafe CF en la jornada 8 de la Liga BBVA. Firma por una temporada con opción a otra en caso de lograr la permanencia. Se hizo cargo del equipo cuando ocupaba zona de descenso, y debutó el 25 de octubre cosechando un empate a cero frente al Villarreal. El conjunto amarillo terminó la primera vuelta de la Liga como 16º clasificado. En la segunda vuelta, Las Palmas consiguió mejorar sus resultados, lo que hizo que Setién recibiera el premio al mejor entrenador de la Liga en el mes de marzo. El 22 de abril de 2016, consigue la permanencia matemática del equipo canario tras ganar 4-0 al R. C. D. Espanyol en el Estadio de Gran Canaria, a falta de tres jornadas para finalizar el campeonato.
Su segunda temporada en el banquillo insular comenzó de forma ilusionante, situando al conjunto amarillo en las primeras posiciones de la Liga al inicio del campeonato, aunque concluyó la primera vuelta como 11.º clasificado. El 18 de marzo de 2017, anunció que no iba a continuar en el club la próxima temporada. Dejó al equipo amarillo en la 14.ª posición de la clasificación final de Liga, tras sumar solo 4 puntos de los últimos 30 en juego.

### Real Betis Balompié

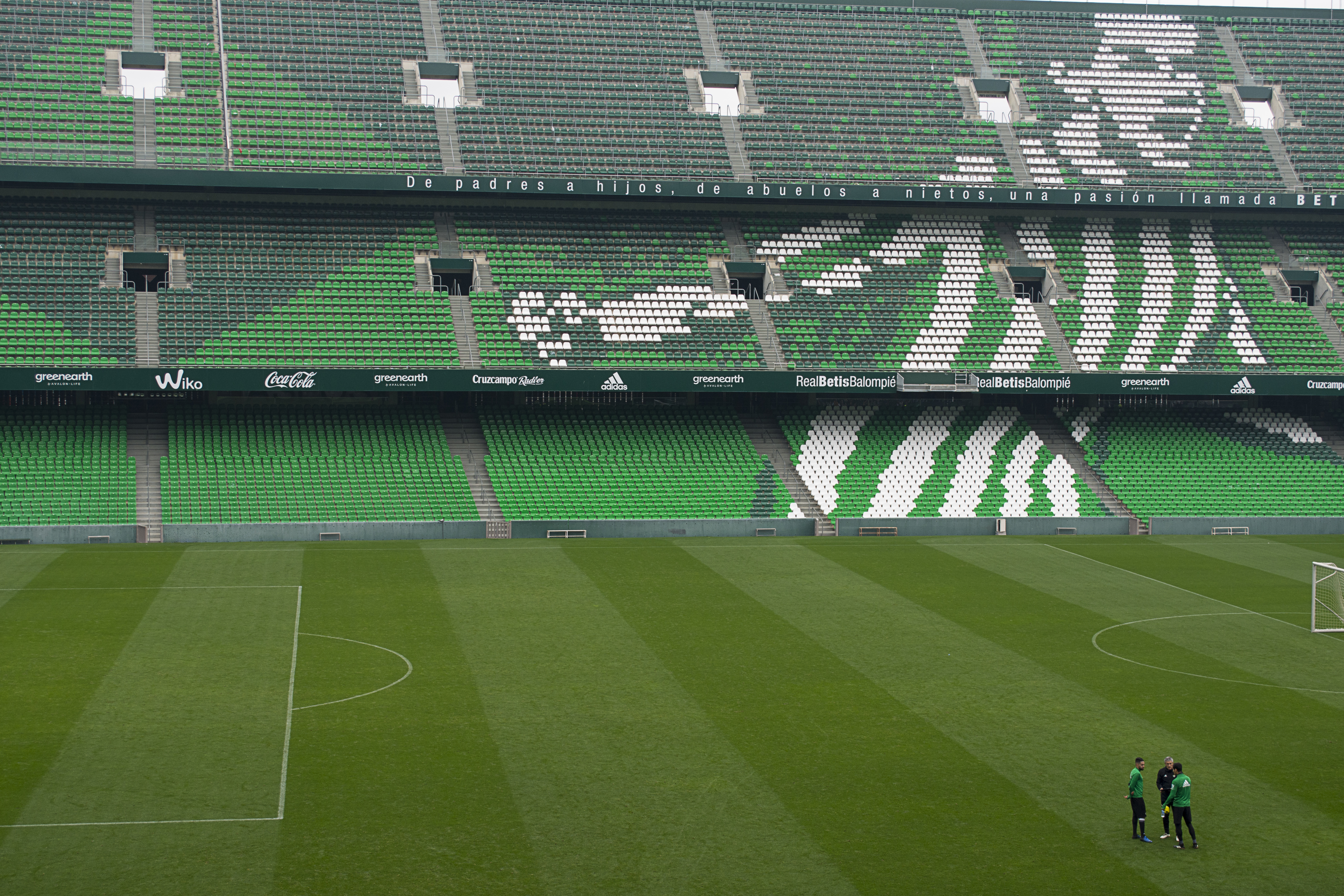
Estadio Benito Villamarín el 5 de enero de 2018. Después de un entrenamiento del Real Betis, el entrenador Quique Setién dialoga con Aissa Mandi y Ryad Boudebouz.

Los dirigentes del Betis ya quisieron fichar a Setién en el verano de 2014, cuando era entrenador del Lugo y en 2017, casi 3 años más tarde, lo contrataron, tras abandonar la U. D. Las Palmas. El 26 de mayo de 2017, fue presentado como nuevo entrenador del Real Betis Balompié, de nuevo en Primera División. Firmó un contrato de tres años de duración. Protagonizó un comienzo de Liga esperanzador al mando del conjunto bético, situándose en 5.ª posición tras 6 jornadas y finalizando la primera vuelta del campeonato como 7.º clasificado. Finalmente logró clasificarle para la Europa League al obtener el 6.º puesto en la Liga.
En la temporada 2018-19 con grandes expectativas en la afición bética tanto en la Europa League como en la Copa del Rey, cuya final se jugó en el Villamarín, el equipo heliopolitano cayó en dieciseisavos de final en la competición europea y en las semifinales de la Copa. Al finalizar la temporada, el Real Betis Balompié y Quique Setién decidieron rescindir su contrato y que el cántabro no cumpliese el año que le quedaba.

### F. C. Barcelona
El 13 de enero de 2020 se hizo oficial su fichaje por el Fútbol Club Barcelona hasta el año 2022, sustituyendo en el banquillo a Ernesto Valverde, destituido por decisión de la directiva.
El conjunto catalán fue eliminado de la Copa del Rey 2020 en los cuartos de final ante el Athletic Club por 1-0, tras un gol de Iñaki Williams en el último minuto del partido. El 1 de marzo en su primer clásico como DT azulgrana, su equipo perdió 2-0 con goles de Vinícius y Mariano en los últimos 20 minutos y cedió el liderato en Liga quedando a un punto del Madrid. Sin embargo, el Barça recuperó el liderato la semana siguiente.  Después del parón provocado por la pandemia del COVID-19, el conjunto catalán concedió 3 empates que le costaron el liderato y posteriormente el título de Liga. El 16 de julio, el equipo de Setién cayó 1-2 con Osasuna en el Camp Nou, certificando la pérdida del torneo liguero. Cerraría el ejercicio liguero goleando 0-5 al Deportivo Alavés en Mendizorroza.
En la Liga de Campeones fueron eliminados en cuartos de final tras perder 2-8 con el Bayern de Múnich en Lisboa, tratándose de la peor derrota de la historia del club en competiciones europeas. El  F. C. Barcelona cerró la temporada en blanco por primera vez desde la temporada 2007-08. Tres días después de la humillante eliminación, la junta directiva del club acordó su destitución.

### Villarreal C. F.
El 25 de octubre de 2022, firmó con el Villarreal C. F. para sustituir a Unai Emery, que había rescindido su contrato unilateralmente el día anterior. Bajo su dirección, el conjunto castellonense finalizó la Liga como 5º clasificado. El 5 de septiembre de 2023, fue destituido tras conseguir 3 puntos de 12 posibles en las 4 primeras jornadas de Liga.

### Beijing Guoan
El 10 de diciembre de 2024, fue oficializado como entrenador del Beijing Guoan.

## Estadísticas

### Clubes
Actualizado a fin de carrera deportiva.
| Club                         | Div.          | Temporada     | Temporada                     | Liga  | Liga  | Copas (1) | Copas (1) | Internacional (2) | Internacional (2) | Total (3) | Total (3) | Media goleadora |
| Club                         | Div.          | Temporada     | Temporada                     | Part. | Goles | Part.     | Goles     | Part.             | Goles             | Part.     | Goles     | Media goleadora |
| ---------------------------- | ------------- | ------------- | ----------------------------- | ----- | ----- | --------- | --------- | ----------------- | ----------------- | --------- | --------- | --------------- |
| Racing de Santander · España | 1.ª           | 1977-78       |                               | 21    | 2     | -         | -         | -                 | -                 | 21        | 2         | 0.10            |
| Racing de Santander · España | 1.ª           | 1978-79       |                               | 24    | 3     | -         | -         | -                 | -                 | 24        | 3         | 0.13            |
| Racing de Santander · España | 2.ª           | 1979-80       |                               | 33    | 5     | -         | -         | -                 | -                 | 33        | 5         | 0.15            |
| Racing de Santander · España | 2.ª           | 1980-81       |                               | 35    | 10    | -         | -         | -                 | -                 | 35        | 10        | 0.29            |
| Racing de Santander · España | 1.ª           | 1981-82       | Lesión de gravedad (3 meses)  | 22    | 5     | -         | -         | -                 | -                 | 22        | 5         | 0.23            |
| Racing de Santander · España | 1.ª           | 1982-83       | Lesión de gravedad (11 meses) | -     | -     | -         | -         | -                 | -                 | 0         | 0         | 0               |
| Racing de Santander · España | 2.ª           | 1983-84       |                               | 36    | 11    | 1         | -         | -                 | -                 | 37        | 11        | 0.30            |
| Racing de Santander · España | 1.ª           | 1984-85       |                               | 33    | 7     | 1         | -         | -                 | -                 | 34        | 7         | 0.21            |
| Atlético de Madrid · España  | 1.ª           | 1985-86       |                               | 30    | 5     | 2         | -         | 7                 | 3                 | 39        | 8         | 0.21            |
| Atlético de Madrid · España  | 1.ª           | 1986-87       |                               | 32    | 1     | -         | -         | 3                 | -                 | 35        | 1         | 0.03            |
| Atlético de Madrid · España  | 1.ª           | 1987-88       |                               | 11    | 1     | 1         | -         | -                 | -                 | 12        | 1         | 0.08            |
| Atlético de Madrid · España  | Total club    | Total club    | Total club                    | 73    | 7     | 3         | 0         | 10                | 3                 | 86        | 10        | 0.12            |
| C. D. Logroñés · España      | 1.ª           | 1988-89       |                               | 13    | 2     | -         | -         | -                 | -                 | 13        | 2         | 0.15            |
| C. D. Logroñés · España      | 1.ª           | 1989-90       |                               | 32    | 9     | 2         | -         | -                 | -                 | 34        | 9         | 0.26            |
| C. D. Logroñés · España      | 1.ª           | 1990-91       |                               | 36    | 7     | 9         | 1         | -                 | -                 | 45        | 8         | 0.18            |
| C. D. Logroñés · España      | 1.ª           | 1991-92       |                               | 33    | 2     | 8         | 1         | -                 | -                 | 41        | 3         | 0.07            |
| C. D. Logroñés · España      | Total club    | Total club    | Total club                    | 114   | 20    | 19        | 2         | 0                 | 0                 | 133       | 22        | 0.17            |
| Racing de Santander · España | 2.ª           | 1992-93       |                               | 37    | 11    | 5         | 1         | -                 | -                 | 42        | 12        | 0.29            |
| Racing de Santander · España | 1.ª           | 1993-94       |                               | 38    | 8     | 1         | -         | -                 | -                 | 39        | 8         | 0.21            |
| Racing de Santander · España | 1.ª           | 1994-95       |                               | 37    | 6     | -         | -         | -                 | -                 | 37        | 6         | 0.16            |
| Racing de Santander · España | 1.ª           | 1995-96       |                               | 12    | 0     | 2         | 1         | -                 | -                 | 14        | 1         | 0.07            |
| Racing de Santander · España | Total club    | Total club    | Total club                    | 328   | 68    | 10        | 2         | 0                 | 0                 | 338       | 70        | 0.21            |
| Levante U. D. · España       | 2.ª B         | 1995-96       |                               | 3     | -     | 5         | -         | -                 | -                 | 8         | 0         | 0               |
| Total carrera                | Total carrera | Total carrera | Total carrera                 | 518   | 95    | 37        | 4         | 10                | 3                 | 565       | 102       | 0.18            |

### Entrenador

#### Clubes
| Equipo                    | Div          | Temporada    | Liga  | Liga | Liga | Liga | Liga |       | Copa | Copa | Copa | Copa  |   | Internacional | Internacional | Internacional | Internacional | Internacional |   | Otros | Otros | Otros | Otros |     | Totales     | Totales | Totales | Totales | Totales | Totales | Totales | Totales |
| Equipo                    | Div          | Temporada    | Part. | G    | E    | P    | Pos. | Part. | G    | E    | P    | Part. | G | E             | P             | Pos.          | Part.         | G             | E | P     | Part. | G     | E     | P   | Rendimiento | GF      | GC      | Dif.    |         |         |         |         |
| ------------------------- | ------------ | ------------ | ----- | ---- | ---- | ---- | ---- | ----- | ---- | ---- | ---- | ----- | - | ------------- | ------------- | ------------- | ------------- | ------------- | - | ----- | ----- | ----- | ----- | --- | ----------- | ------- | ------- | ------- | ------- | ------- | ------- | ------- |
| Racing Santander · España | 2.ª          | 2001-02      | 35    | 18   | 10   | 7    | 2.º  | 1     | 0    | 0    | 1    | -     | - | -             | -             | -             | -             | -             | - | -     | 36    | 18    | 10    | 8   | 59.26%      | 55      | 32      | +23     |         |         |         |         |
| Racing Santander · España | Total        | Total        | 35    | 18   | 10   | 7    | -    | 1     | 0    | 0    | 1    | -     | - | -             | -             | -             | -             | -             | - | -     | 36    | 18    | 10    | 8   | 59.26%      | 55      | 32      | +23     |         |         |         |         |
| Poli Ejido · España       | 2.ª          | 2003-04      | 12    | 2    | 4    | 6    | Inc. | 1     | 0    | 0    | 1    | -     | - | -             | -             | -             | -             | -             | - | -     | 13    | 2     | 4     | 7   | 25.64%      | 13      | 22      | -9      |         |         |         |         |
| Poli Ejido · España       | Total        | Total        | 12    | 2    | 4    | 6    | -    | 1     | 0    | 0    | 1    | -     | - | -             | -             | -             | -             | -             | - | -     | 13    | 2     | 4     | 7   | 25.64%      | 13      | 22      | -9      |         |         |         |         |
| Logroñés · España         | 2.ªB         | 2007-08      | 20    | 5    | 6    | 9    | Inc. | -     | -    | -    | -    | -     | - | -             | -             | -             | -             | -             | - | -     | 20    | 5     | 6     | 9   | 35%         | 25      | 33      | -8      |         |         |         |         |
| Logroñés · España         | Total        | Total        | 20    | 5    | 6    | 9    | -    | -     | -    | -    | -    | -     | - | -             | -             | -             | -             | -             | - | -     | 20    | 5     | 6     | 9   | 35%         | 25      | 33      | -8      |         |         |         |         |
| Lugo · España             | 2.ªB         | 2009-10      | 38    | 13   | 14   | 11   | 7.º  | -     | -    | -    | -    | -     | - | -             | -             | -             | -             | -             | - | -     | 38    | 13    | 14    | 11  | 46.49%      | 49      | 41      | +8      |         |         |         |         |
| Lugo · España             | 2.ªB         | 2010-11      | 38    | 22   | 9    | 7    | 1.º  | -     | -    | -    | -    | -     | - | -             | -             | -             | 6             | 2             | 1 | 3     | 44    | 24    | 10    | 10  | 62.13%      | 67      | 44      | +23     |         |         |         |         |
| Lugo · España             | 2.ªB         | 2011-12      | 38    | 16   | 16   | 6    | 3.º  | 1     | 0    | 0    | 1    | -     | - | -             | -             | -             | 6             | 3             | 2 | 1     | 45    | 19    | 18    | 8   | 55.55%      | 64      | 49      | +15     |         |         |         |         |
| Lugo · España             | 2.ª          | 2012-13      | 42    | 15   | 11   | 16   | 11.º | 1     | 0    | 0    | 1    | -     | - | -             | -             | -             | -             | -             | - | -     | 43    | 15    | 11    | 17  | 43.41%      | 46      | 55      | -9      |         |         |         |         |
| Lugo · España             | 2.ª          | 2013-14      | 42    | 14   | 12   | 16   | 13.º | 2     | 0    | 1    | 1    | -     | - | -             | -             | -             | -             | -             | - | -     | 44    | 14    | 13    | 17  | 41.67%      | 42      | 50      | -8      |         |         |         |         |
| Lugo · España             | 2.ª          | 2014-15      | 42    | 11   | 16   | 15   | 15.º | 2     | 1    | 1    | 0    | -     | - | -             | -             | -             | -             | -             | - | -     | 44    | 12    | 17    | 15  | 40.15%      | 49      | 56      | -7      |         |         |         |         |
| Lugo · España             | Total        | Total        | 240   | 91   | 78   | 71   | -    | 6     | 1    | 2    | 3    | -     | - | -             | -             | -             | 12            | 5             | 3 | 4     | 258   | 97    | 83    | 78  | 48.32%      | 317     | 295     | +22     |         |         |         |         |
| Las Palmas · España       | 1.ª          | 2015-16      | 30    | 11   | 6    | 13   | 11.º | 6     | 3    | 2    | 1    | -     | - | -             | -             | -             | -             | -             | - | -     | 36    | 14    | 8     | 14  | 46.3%       | 49      | 48      | +1      |         |         |         |         |
| Las Palmas · España       | 1.ª          | 2016-17      | 38    | 10   | 9    | 19   | 14.º | 4     | 2    | 1    | 1    | -     | - | -             | -             | -             | -             | -             | - | -     | 42    | 12    | 10    | 20  | 36.51%      | 60      | 81      | -21     |         |         |         |         |
| Las Palmas · España       | Total        | Total        | 68    | 21   | 15   | 32   | -    | 10    | 5    | 3    | 2    | -     | - | -             | -             | -             | -             | -             | - | -     | 78    | 26    | 18    | 34  | 41.02%      | 109     | 129     | -20     |         |         |         |         |
| Real Betis · España       | 1.ª          | 2017-18      | 38    | 18   | 6    | 14   | 6.º  | 2     | 1    | 0    | 1    | -     | - | -             | -             | -             | -             | -             | - | -     | 40    | 19    | 6     | 15  | 52.5%       | 65      | 67      | -2      |         |         |         |         |
| Real Betis · España       | 1.ª          | 2018-19      | 38    | 14   | 8    | 16   | 9.º  | 8     | 3    | 4    | 1    | 8     | 3 | 4             | 1             | 1/16          | -             | -             | - | -     | 54    | 20    | 16    | 18  | 46.92%      | 68      | 67      | +1      |         |         |         |         |
| Real Betis · España       | Total        | Total        | 76    | 32   | 14   | 30   | -    | 10    | 4    | 4    | 2    | 8     | 3 | 4             | 1             | -             | -             | -             | - | -     | 94    | 39    | 22    | 33  | 49.29%      | 133     | 134     | -1      |         |         |         |         |
| Barcelona · España        | 1.ª          | 2019-20      | 19    | 13   | 3    | 3    | 2.º  | 3     | 2    | 0    | 1    | 3     | 1 | 1             | 1             | 1/4           | -             | -             | - | -     | 25    | 16    | 4     | 5   | 69.33%      | 50      | 27      | +23     |         |         |         |         |
| Barcelona · España        | Total        | Total        | 19    | 13   | 3    | 3    | -    | 3     | 2    | 0    | 1    | 3     | 1 | 1             | 1             | -             | -             | -             | - | -     | 25    | 16    | 4     | 5   | 69.33%      | 50      | 27      | +23     |         |         |         |         |
| Villarreal · España       | 1.ª          | 2022-23      | 27    | 14   | 4    | 9    | 5.º  | 4     | 3    | 0    | 1    | 4     | 0 | 2             | 2             | 1/8           | -             | -             | - | -     | 35    | 17    | 6     | 12  | 54.28%      | 66      | 45      | +21     |         |         |         |         |
| Villarreal · España       | 1.ª          | 2023-24      | 4     | 1    | 0    | 3    | Inc. | -     | -    | -    | -    | -     | - | -             | -             | -             | -             | -             | - | -     | 4     | 1     | 0     | 3   | 25%         | 6       | 9       | -3      |         |         |         |         |
| Villarreal · España       | Total        | Total        | 31    | 15   | 4    | 12   | -    | 4     | 3    | 0    | 1    | 4     | 0 | 2             | 2             | -             | -             | -             | - | -     | 39    | 18    | 6     | 15  | 51.28%      | 72      | 54      | +18     |         |         |         |         |
| Beijing Guoan China       | 1.ª          | 2025         | 21    | 13   | 6    | 2    | -    | 3     | 1    | 2    | 0    | 0     | 0 | 0             | 0             | -             | -             | -             | - | -     | 24    | 14    | 8     | 2   | 69.44%      | 55      | 29      | +26     |         |         |         |         |
| Beijing Guoan China       | Total        | Total        | 21    | 13   | 6    | 2    | -    | 3     | 1    | 2    | 0    | 0     | 0 | 0             | 0             | -             | -             | -             | - | -     | 24    | 14    | 8     | 2   | 69.44%      | 55      | 29      | +26     |         |         |         |         |
| Total clubes              | Total clubes | Total clubes | 522   | 210  | 140  | 172  | -    | 38    | 16   | 11   | 11   | 15    | 4 | 7             | 4             | -             | 12            | 5             | 3 | 4     | 587   | 235   | 161   | 191 | 49.17%      | 829     | 755     | +74     |         |         |         |         |
| 1. 2. 3.                  |              |              |       |      |      |      |      |       |      |      |      |       |   |               |               |               |               |               |   |       |       |       |       |     |             |         |         |         |         |         |         |         |

#### Selección
| Guinea Ecuatorial   | 2006                | -   | -   | -   | -   | - | 1  | 0  | 0  | 1  | -  | - | - | - | - | -  | - | - | - | 1   | 0   | 0   | 1   | 0%    | 0   | 3   | -3  |
| Total selección     | Total selección     | -   | -   | -   | -   | - | 1  | 0  | 0  | 1  | -  | - | - | - | - | -  | - | - | - | 1   | 0   | 0   | 1   | 0%    | 0   | 3   | -3  |
| Total en su carrera | Total en su carrera | 522 | 210 | 140 | 172 | - | 39 | 16 | 11 | 12 | 15 | 4 | 7 | 4 | - | 12 | 5 | 3 | 4 | 588 | 235 | 161 | 192 | 49.1% | 829 | 758 | +71 |

#### Resumen por competiciones
| Competición                               | Partidos | Ganados | Empatados | Perdidos | %      | Resultado              |
| Clubes                                    | Clubes   | Clubes  | Clubes    | Clubes   | Clubes | Clubes                 |
| ----------------------------------------- | -------- | ------- | --------- | -------- | ------ | ---------------------- |
| Segunda División B de España              | 146      | 61      | 48        | 37       | 52.74% | 3.er lugar             |
| Segunda División de España                | 173      | 60      | 53        | 60       | 44.89% | Subcampeón             |
| LaLiga                                    | 194      | 81      | 36        | 77       | 47.94% | Subcampeón             |
| Copa del Rey                              | 35       | 15      | 9         | 11       | 51.43% | Semifinales            |
| Superliga de China                        | 21       | 13      | 6         | 2        | 71.42% | En disputa             |
| Copa de China                             | 3        | 1       | 2         | 0        | 55.55% | En disputa             |
| Liga de Campeones de la UEFA              | 3        | 1       | 1         | 1        | 44.44% | Cuartos de final       |
| Liga Europa de la UEFA                    | 8        | 3       | 4         | 1        | 54.17% | Dieciseisavos de final |
| Liga Conferencia de la UEFA               | 4        | 0       | 2         | 2        | 16.67% | Octavos de final       |
| Liga de Campeones de la AFC 2             | 0        | 0       | 0         | 0        | 0%     | En disputa             |
| Total clubes                              | 587      | 235     | 161       | 191      | 49.17% | Sin Títulos            |
| Selecciones                               |          |         |           |          |        |                        |
| Clasificatorias Copa Africana de Naciones | 1        | 0       | 0         | 1        | 0%     | Fase de grupos         |
| Total selección                           | 1        | 0       | 0         | 1        | 0%     | Sin Títulos            |
| Total en su carrera                       | 588      | 235     | 161       | 192      | 49.1%  | Sin Títulos            |

## Palmarés

### Como jugador

#### Títulos nacionales
| Título              | Club               | País   | Año  |
| ------------------- | ------------------ | ------ | ---- |
| Supercopa de España | Atlético de Madrid | España | 1985 |

### Distinciones individuales
- Mejor Entrenador de la Liga BBVA en marzo de 2016.[25]